# Ітіро Мотоно
Віконт Ітіро Мотоно  (яп. 本野 一郎 Мотоно Ітіро:, 1862—1918)  — японський дипломат.
У 1901-1905 — посланець у Франції, у 1906-1916 — посол у Росії.
Підписав російсько-японські політичні угоди 1907, 1910, 1912, 1916.
Міністр закордонних справ Японії у 1916-1918.